# تيم كانج
تيم كانج (بالإنجليزية: Tim Kang)‏ ، ممثل أمريكي، من مواليد 16 مارس 1973 ولد في سان فرانسيسكو، كاليفورنيا، وشارك في فيلمه الشهير رامبو 4 في دور مقاوم بورمي ومن المعروف انه لدوره كيمبل تشو في المسلسل التلفزيوني ذا منتاليست.

## النشأة والتعليم
ولد يِلا تيموثي كانغ في سان فرانسيسكو، كاليفورنيا. تخرج مع بكالوريوس في الآداب في العلوم السياسية من جامعة كاليفورنيا، بيركلي، وعلى درجة الماجستير في الفنون الجميلة من A.R.T. معهد في جامعة هارفارد. درس أيضا العمل في روسيا في جامعة موسكو مسرح الفن. عمل في التمثيل في سن 26.
شارك في بطولة المسلسل الأمريكي (the mentalist) في دور كيمل تشو كمحقق مساعد مع كل من واين ريغسبي (owan yewman) وغريس فان بيلت (amandi reghetti) وبطولة بيكر سيمون بدور باتريك جاين والممثلة الرائعة روبن توني بدور تيريزا ليزبن

## المهنة
كانج عمل في عدة مسلسلات منتظمة مثل: ذا منتاليست ودوره عبارة عن وكيل خاص كيمبل تشو. وظهر في رامبو4 (2008) وأيضا على مثل هذه البرامج التلفزيونية باسم المكتب، Chappelle's Show، ومونك.

## الحياة الشخصية
كانج هو الأكبر من ثلاثة أشقاء، كلهم من الذكور. لديه ابنة.
كانج هو المتحدث الحالي لـ 1

## الحياة المهنية

### الأفلام
| العام | الفيلم             | الدور             | ملاحظات |
| ----- | ------------------ | ----------------- | ------- |
| 2002 ‏ | إشعار لمدة إسبوعين | Paul the Attorney |         |
| 2003  | Robot Stories      | Young John        |         |
| 2003  | Justice            | Bodega Owner      |         |
| 2004  | المنسي             | Agent Alec Wong   |         |
| 2006  | Spectropia         | Client            |         |
| 2006  | What Remains       | Ender             |         |
| 2008  | رامبو 4            | En-Joo            |         |
| 2010  | Mister Green       | Mason Park        |         |

### التلفزيون
| العام        | العنوان                          | الدور                                       | ملاحظات                                  |
| ------------ | -------------------------------- | ------------------------------------------- | ---------------------------------------- |
| 2002         | آل سوبرانو                       | Dr. Harrison Wong                           | In episode "Whoever Did This"            |
| 2003         | القانون والنظام: النية الإجرامية | Murakami                                    | In episode "Legion"                      |
| 2004         | Third Watch                      | Detective Kent Yoshihara                    | In 5 episodes                            |
| 2005         | Law & Order: Trial By Jury       | Dr. Liam Kelly                              | In episode "Baby Boom"                   |
| 2006         | Chappelle's Show                 | Car Wash Manager/ Mummy's Probation Officer | In episode 3.1 & episode 3.3             |
| 2006         | شبح هامس                         | Warren Chen (Burning Ghost)                 | In episode "The Night We Met"            |
| 2007         | Monk                             | William Lee                                 | In episode "Mr. Monk Is Up All Night"    |
| 2007         | The Office                       | Koh                                         | In episode "Local Ad"                    |
| 2007         | الوحدة (مسلسل)                   | Chaplain Alan Lantz                         | In episodes "Gone Missing" and "Play 16" |
| 2008–present | ذا منتاليست                      | Agent Kimball Cho                           | Series regular                           |

## وصلات خارجية
- تيم كانج على موقع IMDb (الإنجليزية)
- تيم كانج على موقع روتن توميتوز (الإنجليزية)
- تيم كانج على موقع ألو سيني (الفرنسية)
- تيم كانج على موقع أول موفي (الإنجليزية)
- تيم كانج على موقع قاعدة بيانات الأفلام السويدية (السويدية)
- تيم كانج على موقع إن إن دي بي (الإنجليزية)
- تيم كانج على موقع قاعدة بيانات الفيلم (الإنجليزية)
- تيم كانج على موقع كينوبويسك (الروسية)